# Amber (processzormag)
Az Amber processzormag egy nyílt forrású ARM-kompatibilis 32 bites RISC processzor. Tervei az OpenCores weboldalról tölthetők le (Verilog nyelvű leírásban) amely egy nyílt forrású hardver szellemi tulajdon könyvtárak fejlesztését célzó mozgalom része. Az Amber mag teljesen kompatibilis az ARMv2 utasításkészlettel, és mint ilyen, támogatja a GNU eszközkészletet (GNU toolchain). Azért támogatja az ARM utasításkészletnek pont ezt a régebbi verzióját, mert erre nem terjednek ki a különböző szabadalmak, így implementálható az ARM Holdings-tól vásárolt licenc nélkül, nem úgy, mint több más nyílt forrású projekt esetén. Az Amber project leírja a teljes beágyazott FPGA rendszert, amelynek központi eleme az Amber mag, és számos kiegészítő perifériás egységet, melyek között megtalálhatók UART és időzítő egységek, valamint egy Ethernet MAC.
Az Amber project a mag két verzióját kínálja. Az Amber 23 rendszerben egy 3 fokozatú futószalag, egyesített utasítás- és adat-gyorsítótár, egy Wishbone interfész található, és 0,75 DMIPS/MHz teljesítményre képes. Az Amber 25 komponensei egy 5 fokozatú futószalag, különálló adat- és utasítás-gyorsítótárak, egy Wishbone interfész, és 1,0 DMIPS/MHz teljesítményre képes. Mind a két mag pontosan ugyanazt az ISA-t implementálja és 100%-ban szoftver-kompatibilisek.
Az Amber 23 mag egy igen kicsi 32 bites, jó teljesítményt nyújtó mag. A regiszter-alapú utasítások végrehajtása a egy órajelciklus alatt történik, kivéve azokat az utasításokat, amelyek során szorzás történik. A betöltő és tároló utasítások három órajelciklust igényelnek. A mag futószalagja megáll gyorsítótár-tévesztés (cache miss) esetén, vagy amikor a mag wishbone hozzáférést végez.
Az Amber 25 mag körülbelül 30–40%-kal jobb teljesítményt nyújt az Amber 23-nál, de mérete is 30–40%-kal nagyobb. A regiszter-alapú utasítások végrehajtása ebben is egy órajelciklus alatt történik, a szorzással járó vagy összetett eltolásokat végző utasításokat kivéve. A betöltő és tároló utasítások szintén egy órajelciklus alatt hajtódnak végre, kivéve, ha regiszter-konfliktus lép fel a következő utasítással. A mag futószalagja megáll gyorsítótár-tévesztés esetén bármelyik gyorsítótárban, vagy mikor a processzor utasításkonfliktust érzékel, összetett eltolási utasítások végrehajtásakor, vagy amikor a mag wishbone hozzáférést végez.
Mindkét magot a Linux 2.4 kernel bootolásával tesztelték. A Linux kernel 2.4-es és korábbi verziói tartalmaznak a processzorok utasításkészlet-architektúráját támogató konfigurációkat. A Linux kernel 2.6 és későbbi verziói már nem támogatják explicit módon az ARM v2a ISA-t, így ezek nem futtathatók változtatások nélkül. A mag nem tartalmaz memóriakezelő egységet (MMU), ezért csak a virtuális memóriát nem kezelő – MMU nélküli mikrovezérlőket és beágyazott rendszereket támogató – μClinux Linux változatot képes futtatni.
A magokat a Verilog 2001-es változatára fejlesztették és FPGA szintézisre vannak optimalizálva. Például a processzorban nincs reset logika, minden regiszter alapállapotba áll az FPGA inicializálási folyamata alatt.
Az ARMv2 ISA leírása megtalálható a következő művekben:

## Fordítás
Ez a szócikk részben vagy egészben  az   Amber (processor core) című angol Wikipédia-szócikk ezen változatának fordításán alapul.  Az eredeti cikk szerkesztőit annak laptörténete sorolja fel. Ez a jelzés csupán a megfogalmazás eredetét és a szerzői jogokat jelzi, nem szolgál a cikkben szereplő információk forrásmegjelöléseként.